# Nachal Ajjalon
Nachal Ajjalon (hebr. נחל איילון; arab. وادي المصرارة, Wadi al-Musrara) – rzeka w centralnej części Izraela, mająca swoje źródła w Górach Judzkich w rejonie arabskiej wioski Bajtunja, na południe od miasta Ramallah. Przepływa przez Dolinę Ayalon oraz Równinę Szaron i ma swoje ujście w mieście Tel Awiw do rzeki Jarkon. Rzeka ma długość 50 km. W okresie letnim często wysycha.

## Nazwa
Nazwa rzeki Ajjalon nawiązuje do słów wypowiedzianych przez Jozuego:

W dniu, w którym Pan podał Amorytów w moc synów Izraela, rzekł Jozue w obecności Izraelitów:
Stań, słońce, nad Gibeonem, I ty, księżycu, nad doliną Ajjalonu! – Księga Jozuego 10:12

## Przebieg

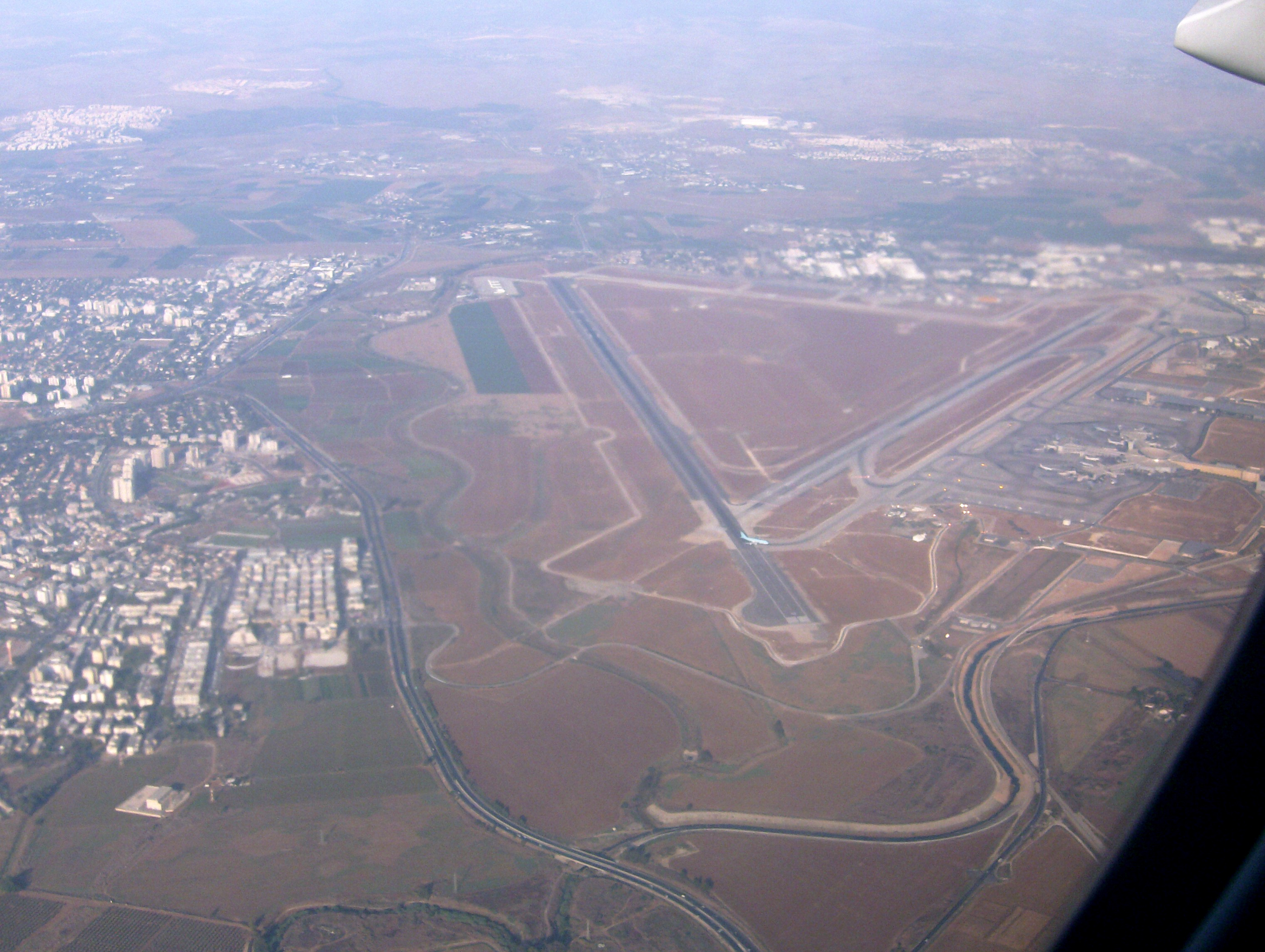
Rzeka Ajjalon widoczna na południe od Portu lotniczego Tel Awiw-Ben Gurion

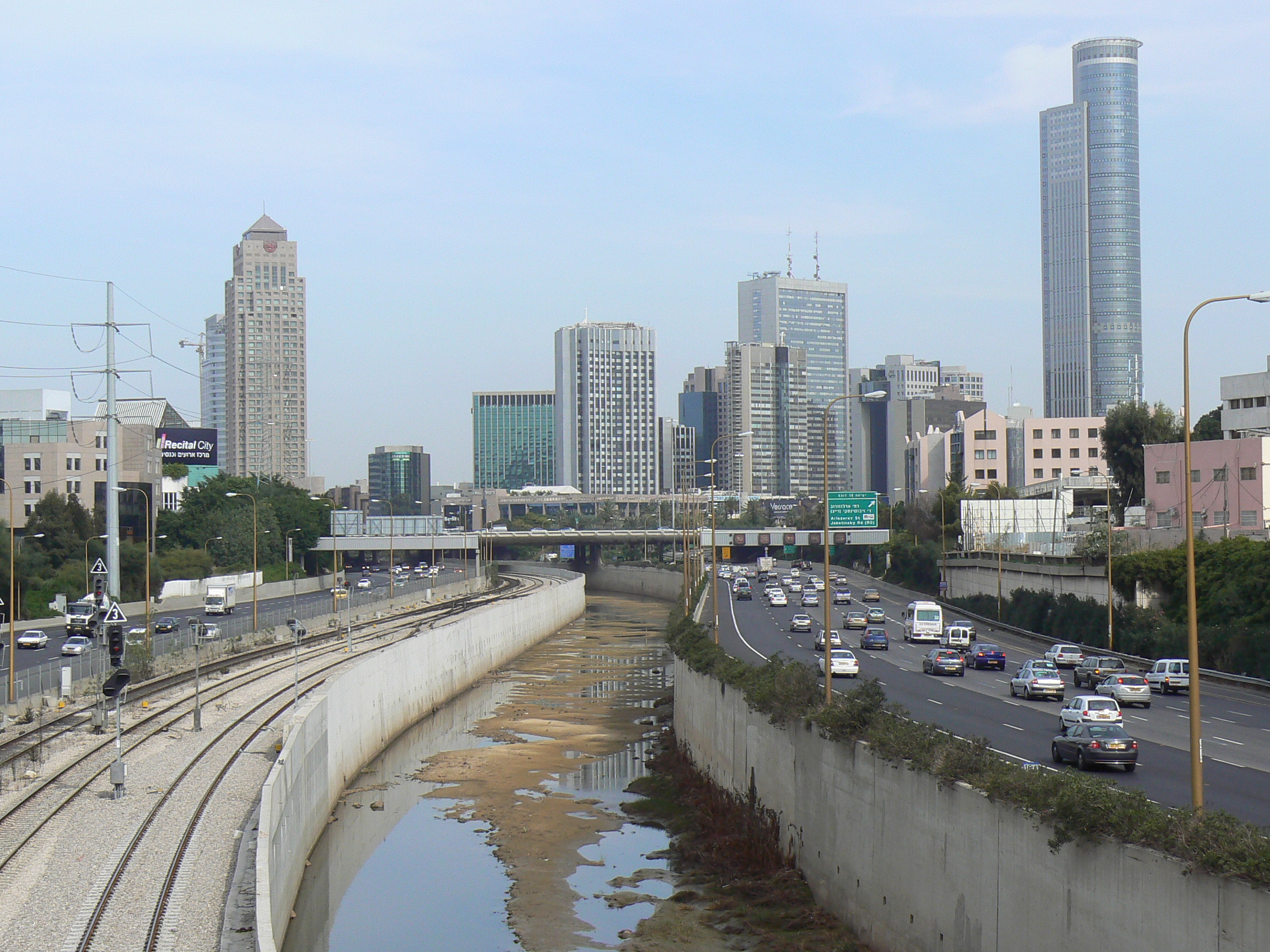
Koryto rzeki Ajjalon w Tel Awiwie

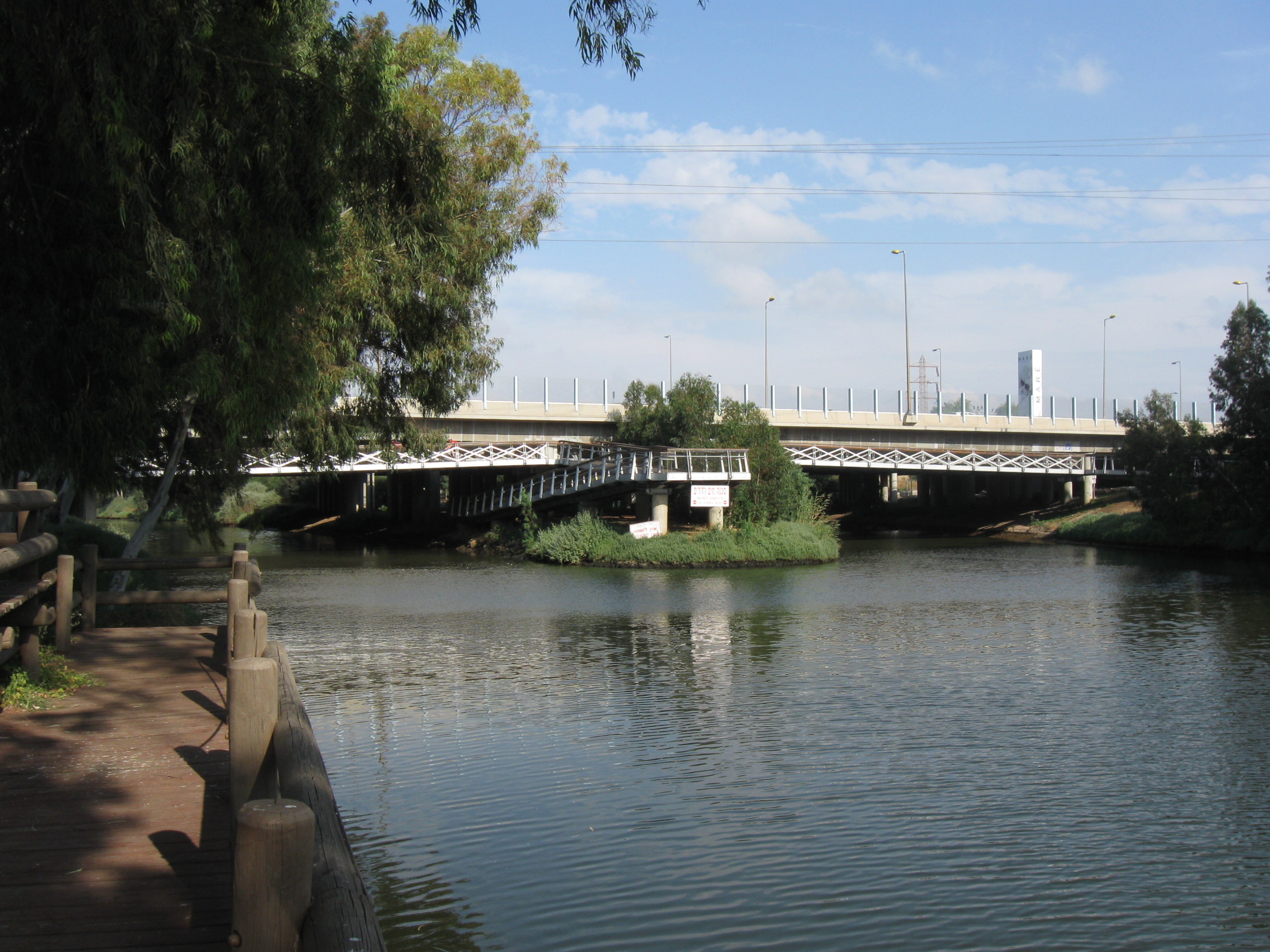
Miejsce spotkania Ajjalon z rzeką Jarkon

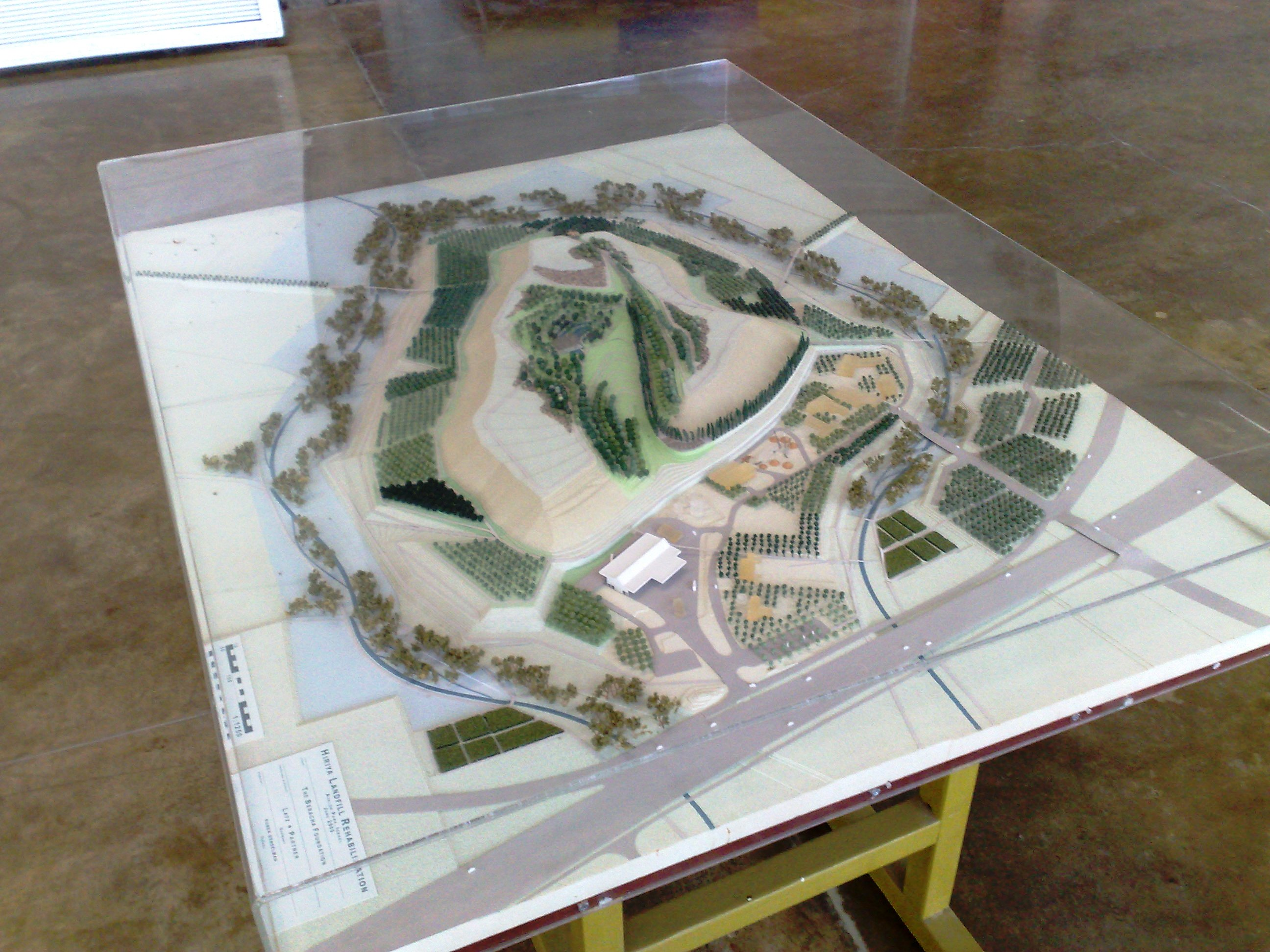
Model przyszłego Parku Ajjalon

Ajjalon jest niewielką rzeką, mieszczącą się bardziej w kategorii potoku. Ma swoje źródło w Górach Judzkich, na wysokości około 820 m n.p.m. Płynie przez dolinę Ajjalon, Równinę Szaron i obszar metropolitalny Gusz Dan.
Rzeka omija od południa port lotniczy Ben Guriona i następnie dociera do aglomeracji miejskiej Tel Awiwu, gdzie w parku Jarkon wpływa do rzeki Jarkon.

## Historia
W odległej przeszłości rzeka Ajjalon miała swoje ujście do Morza Śródziemnego w mieście Jafa.
Rzeka posiada dużą zlewnię, co powoduje, że w okresie zimowych deszczów powodowała ona częste powodzie we wschodnich dzielnicach Tel Awiwu. Aby zmniejszyć uciążliwość rzeki, w 1955 w górnym biegu rzeki wybudowano tamę i zbiornik retencyjny o pojemności 7 milionów m³ wody. Na początku lat 90. XX wieku zrealizowano projekt regulacji jej koryta. Pomimo to zdarza się, że Ajjalon wylewa powodując lokalne podtopienia (zimy 1991-92, i 1992-93).
Istnieją plany zmiany koryta rzeki i wybudowanie nowego ujścia do Morza Śródziemnego w rejonie Jafy. Istnieją jednak duże obawy zanieczyszczenia wybrzeża i dużych szkód ekologicznych.

## Zanieczyszczenie
Wody rzeki Ajjalon są mocno zanieczyszczone, najmocniej w rejonie Tel Awiwu. Wynika to z faktu zrzucania do rzeki ścieków z miasta Modi’in Illit i Portu lotniczego Tel Awiw-Ben Gurion. Dodatkowym czynnikiem zanieczyszczającym są nawozy rolnicze wypłukiwane z pól oraz ścieki z osiedli w dolinie Ajjalon. Wszystkie te czynniki wpływają na poziom zanieczyszczeń w rzece.
Poziom zanieczyszczeń zmusił władze do podjęcia działań na rzecz ratowania rzeki Ajjalon. W latach 1999–2006 usunięto większość źródeł zanieczyszczeń w dolinie Ajjalon. W 2005 uruchomiono lokalną oczyszczalnię ścieków w Porcie lotniczym Ben Guriona, a w 2006 podpięto Modi’in Illit do systemu kanalizacji z dużą zbiorczą oczyszczalnią ścieków. Oczekuje się zdecydowanej poprawy jakości wody po 2009.

## Przyroda
Tereny wzdłuż brzegów rzeki Ajjalon są w większości porośnięte trawami, a drzewostan jest zdominowany przez drzewa eukaliptusowe, które były w przeszłości sadzone w Izraelu w celu osuszania terenów bagiennych.
Część terenów wokół rzeki stanowi obszar chronionej przyrody, Park Narodowy Doliny Ajalon.

## Sport i rekreacja
Trwają przygotowania do utworzenia w południowo-wschodniej części Tel Awiwu, dużego rekreacyjnego Parku Ajjalon. Celem stworzenia tego parku jest rozwój roślinności w oparciu o istniejący krajobraz rzeki Ajjalon. Rozwój terenów zielonych i budowa szlaków turystycznych z miejscami do pikników i uprawiania sportów, zwiększyłby atrakcyjność tych okolic. Park stałby się centrum rozrywki i rekreacji dla populacji aglomeracji miejskiej Tel Awiwu. Centralną osią parku byłaby rzeka Ajjalon.